# Брафім
Бр́афім (кат. Bràfim) - місто, розташоване в Автономній області Каталонія в Іспанії. 
Знаходиться у районі (кумарці) Ал Камп провінції Таррагона, згідно з новою адміністративною реформою перебуватиме у складі баґарії Камп да Таррагона.

## Населення
Населення міста (у 2007 р.) становить 674 осіб (з них менше 14 років - 11,7%, від 15 до 64 - 68,2%, понад 65 років - 
20%). У 2006 р. народжуваність склала 6 осіб, смертність - 3 осіб, кількість одружень - 3
(у 2006 р.). У 2001 р. активне населення становило 266 осіб, з них безробітних - 19 осіб. 

Серед осіб, які проживали на території міста у 2001 р., 485 осіб народилися в Каталонії (з них
258 осіб у тому самому районі, або кумарці), 66 осіб приїхало з інших областей Іспанії, а 30 осіб приїхало з-за кордону. 

Університетську освіту має 8,9
% усього населення. 

У 2001 р. нараховувалося 225 домогосподарств (з них 30,2% складалися з однієї особи, 24,9% з двох осіб,
16,9% з 3 осіб, 17,8% з 4 осіб, 7,1% з 5 осіб, 1,8
% з 6 осіб, 0,4% з 7 осіб, 0,9% з 8 осіб і 0% з 9 і більше осіб).

Активне населення міста у 2001 р. працювало у таких сферах діяльності : у сільському господорстві - 24,3%, у промисловості - 26,3%, на будівництві - 10,9% і у сфері обслуговування -
38,5%. 

 У муніципалітеті або у власному районі (кумарці) працює 137 осіб, поза районом - 133 осіб. 

### Безробіття
У 2007 р. нараховувалося 19 безробітних (у 2006 р. - 16 безробітних), з них чоловіки становили 42,1%, а жінки -
57,9%.

## Економіка

### Підприємства міста

#### Промислові підприємства
| \| Промислові підприємства міста, за сферою діяльності \| Промислові підприємства міста, за сферою діяльності \| Промислові підприємства міста, за сферою діяльності \| \| Рік \| 2002 р. \| 2001 р. \| \| --------------------------------------------------- \| --------------------------------------------------- \| --------------------------------------------------- \| \| Енергетичні та водні ресурси \| 0,0% \| 0,0% \| \| Хімія та метали \| 0,0% \| 0,0% \| \| Переробка металів \| 0,0% \| 0,0% \| \| Продукти харчування \| 66,7% \| 66,7% \| \| Текстиль \| 0,0% \| 0,0% \| \| Виробництво меблів, видання \| 33,3% \| 33,3% \| \| Інше \| 0,0% \| 0,0% \| \| Усього підприємств \| 6 \| 6 \| |         |         |
| Промислові підприємства міста, за сферою діяльності |         |         |
| Рік | 2002 р. | 2001 р. |
| Енергетичні та водні ресурси | 0,0%    | 0,0%    |
| Хімія та метали | 0,0%    | 0,0%    |
| Переробка металів | 0,0%    | 0,0%    |
| Продукти харчування | 66,7%   | 66,7%   |
| Текстиль | 0,0%    | 0,0%    |
| Виробництво меблів, видання | 33,3%   | 33,3%   |
| Інше | 0,0%    | 0,0%    |
| Усього підприємств | 6       | 6       |

#### Роздрібна торгівля
| \| Підприємства роздрібної торгівлі міста, за сферою діяльності \| Підприємства роздрібної торгівлі міста, за сферою діяльності \| Підприємства роздрібної торгівлі міста, за сферою діяльності \| \| Рік \| 2002 р. \| 2001 р. \| \| ------------------------------------------------------------ \| ------------------------------------------------------------ \| ------------------------------------------------------------ \| \| Продукти харчування \| 62,5% \| 57,1% \| \| Одяг та взуття \| 0,0% \| 0,0% \| \| Товари для дому \| 0,0% \| 0,0% \| \| Книги та періодичні видання \| 0,0% \| 0,0% \| \| Промислова хімічна продукція \| 25,0% \| 28,6% \| \| Продукція, пов'язана з транспортними засобами \| 0,0% \| 0,0% \| \| Інше \| 12,5% \| 14,3% \| \| Усього підприємств \| 8 \| 7 \| |         |         |
| Підприємства роздрібної торгівлі міста, за сферою діяльності |         |         |
| Рік | 2002 р. | 2001 р. |
| Продукти харчування | 62,5%   | 57,1%   |
| Одяг та взуття | 0,0%    | 0,0%    |
| Товари для дому | 0,0%    | 0,0%    |
| Книги та періодичні видання | 0,0%    | 0,0%    |
| Промислова хімічна продукція | 25,0%   | 28,6%   |
| Продукція, пов'язана з транспортними засобами | 0,0%    | 0,0%    |
| Інше | 12,5%   | 14,3%   |
| Усього підприємств | 8       | 7       |

#### Сфера послуг
| \| Підприємства міста, що працюють у сфері послуг, за діяльністю \| Підприємства міста, що працюють у сфері послуг, за діяльністю \| Підприємства міста, що працюють у сфері послуг, за діяльністю \| \| Рік \| 2002 р. \| 2001 р. \| \| ------------------------------------------------------------- \| ------------------------------------------------------------- \| ------------------------------------------------------------- \| \| Гуртова торгівля \| 0,0% \| 0,0% \| \| Готелі та готельний бізнес \| 25,0% \| 30,8% \| \| Транспорт та зв'язок \| 25,0% \| 23,1% \| \| Посередницькі фінансові послуги \| 0,0% \| 0,0% \| \| Послуги підприємствам \| 8,3% \| 7,7% \| \| Послуги фізичним особам \| 33,3% \| 30,8% \| \| Нерухомість та ін. \| 8,3% \| 7,7% \| \| Усього підприємств \| 12 \| 13 \| |         |         |
| Підприємства міста, що працюють у сфері послуг, за діяльністю |         |         |
| Рік | 2002 р. | 2001 р. |
| Гуртова торгівля | 0,0%    | 0,0%    |
| Готелі та готельний бізнес | 25,0%   | 30,8%   |
| Транспорт та зв'язок | 25,0%   | 23,1%   |
| Посередницькі фінансові послуги | 0,0%    | 0,0%    |
| Послуги підприємствам | 8,3%    | 7,7%    |
| Послуги фізичним особам | 33,3%   | 30,8%   |
| Нерухомість та ін. | 8,3%    | 7,7%    |
| Усього підприємств | 12      | 13      |

## Житловий фонд
У 2001 р. 4% усіх родин (домогосподарств) мали житло метражем до 59 м², 20,9% - від 60 до 89 м², 36,4% - від 90 до 119 м² і
38,7% - понад 120 м².

З усіх будівель у 2001 р. 33,4% було одноповерховими, 56,6% - двоповерховими, 9,7
% - триповерховими, 0,3% - чотириповерховими, 0% - п'ятиповерховими, 0% - шестиповерховими,
0% - семиповерховими, 0% - з вісьмома та більше поверхами.

## Автопарк
| \| Автомобілі, зареєстровані у місті, за призначенням \| Автомобілі, зареєстровані у місті, за призначенням \| Автомобілі, зареєстровані у місті, за призначенням \| \| Рік \| 2006 р. \| 2005 р. \| \| -------------------------------------------------- \| -------------------------------------------------- \| -------------------------------------------------- \| \| Приватні автомобілі \| 61,1% \| 61,5% \| \| Мотоцикли \| 14,5% \| 16,1% \| \| Вантажівки \| 20,8% \| 19,1% \| \| Трактори \| 0,0% \| 0,0% \| \| Автобуси та ін. \| 3,6% \| 3,2% \| \| Усього автомобілів \| 553 шт. \| 533 шт. \| |         |         |
| Автомобілі, зареєстровані у місті, за призначенням |         |         |
| Рік | 2006 р. | 2005 р. |
| Приватні автомобілі | 61,1%   | 61,5%   |
| Мотоцикли | 14,5%   | 16,1%   |
| Вантажівки | 20,8%   | 19,1%   |
| Трактори | 0,0%    | 0,0%    |
| Автобуси та ін. | 3,6%    | 3,2%    |
| Усього автомобілів | 553 шт. | 533 шт. |

## Вживання каталанської мови
У 2001 р. каталанську мову у місті розуміли 98,1% усього населення (у 1996 р. - 97,9%), вміли говорити нею 89,3% (у 1996 р. - 
91,5%), вміли читати 80,4% (у 1996 р. - 83,6%), вміли писати 55,6
% (у 1996 р. - 54,8%). Не розуміли каталанської мови 1,9%.

## Політичні уподобання
У виборах до Парламенту Каталонії у 2006 р. взяло участь 344 осіб (у 2003 р. - 361 осіб). Голоси за політичні сили розподілилися таким чином:
| \| Вибори до Парламенту Каталонії \| Вибори до Парламенту Каталонії \| Вибори до Парламенту Каталонії \| \| Рік \| 2006 р. \| 2003 р. \| \| -------------------------------------- \| ------------------------------ \| ------------------------------ \| \| Конвергенція та Єднання (CiU) \| 44,8% \| 49,3% \| \| Соціалістична партія Каталонії (PSC) \| 14,2% \| 11,9% \| \| Народна партія (PP) \| 7,8% \| 7,8% \| \| Ініціатива за зелену Каталонію (IC) \| 4,1% \| 2,5% \| \| Республіканська лівиця Каталонії (ERC) \| 26,7% \| 27,7% \| \| Громадянська партія (C's) \| 0,3% \| 0,0% \| \| Інші \| 2% \| 0,8% \| |         |         |
| Вибори до Парламенту Каталонії |         |         |
| Рік | 2006 р. | 2003 р. |
| Конвергенція та Єднання (CiU) | 44,8%   | 49,3%   |
| Соціалістична партія Каталонії (PSC) | 14,2%   | 11,9%   |
| Народна партія (PP) | 7,8%    | 7,8%    |
| Ініціатива за зелену Каталонію (IC) | 4,1%    | 2,5%    |
| Республіканська лівиця Каталонії (ERC) | 26,7%   | 27,7%   |
| Громадянська партія (C's) | 0,3%    | 0,0%    |
| Інші | 2%      | 0,8%    |

У муніципальних виборах у 2007 р. взяло участь 386 осіб (у 2003 р. - 235 осіб). Голоси за політичні сили розподілилися таким чином:
| \| Муніципальні вибори \| Муніципальні вибори \| Муніципальні вибори \| \| Рік \| 2007 р. \| 2003 р. \| \| -------------------------------------- \| ------------------- \| ------------------- \| \| Конвергенція та Єднання (CiU) \| 58,0% \| 100,0% \| \| Соціалістична партія Каталонії (PSC) \| 0,0% \| 0,0% \| \| Народна партія (PP) \| 0,0% \| 0,0% \| \| Ініціатива за зелену Каталонію (IC) \| 0,0% \| 0,0% \| \| Республіканська лівиця Каталонії (ERC) \| 42,0% \| 0,0% \| \| Громадянська партія (C's) \| 0,0% \| 0,0% \| \| Інші \| 0,0% \| 0,0% \| |         |         |
| Муніципальні вибори |         |         |
| Рік | 2007 р. | 2003 р. |
| Конвергенція та Єднання (CiU) | 58,0%   | 100,0%  |
| Соціалістична партія Каталонії (PSC) | 0,0%    | 0,0%    |
| Народна партія (PP) | 0,0%    | 0,0%    |
| Ініціатива за зелену Каталонію (IC) | 0,0%    | 0,0%    |
| Республіканська лівиця Каталонії (ERC) | 42,0%   | 0,0%    |
| Громадянська партія (C's) | 0,0%    | 0,0%    |
| Інші | 0,0%    | 0,0%    |